# Satureja hortensis
A Satureja hortensis L., comummente conhecida como segurelha ou satureja, trata-se de planta herbácea, aromática, pertencente ao tipo fisionómico dos terófitos e à família das Labiadas.
Com efeito, é a espécie mais conhecida do género Satureja.  
É uma planta anual, que se assemelha, em uso e em sabor, à perene segurelha-das-montanhas. 

## Nomes comuns
Além de «segurelha», dá ainda pelos seguintes nomes comuns: segurelha-anual, segurelha-das-hortas, alfavaca-do-campo e remédio-do-vaqueiro.

### Etimologia
Quanto ao nome científico desta espécie:
- O nome genérico, Satureja, provém do latim, sătŭrēia, e significa «planta aromática; planta saborosa».[5]

- O epíteto específico, hortensis, também provém do latim, e significa «da horta; cultiva na horta».[6]

Quanto aos nomes comuns desta espécie, «segurelha» e «saturagem», trata-se de deturpação do étimo latino sătŭrēia, o primeiro por via popular e o segundo por via erudita.

## Distribuição
Esta espécie é comum da orla mediterrânea do continente europeu, desde Portugal - onde ocorre silvestre, havendo também registos históricos do seu cultivo em hortas- até ao Oeste da Turquia. Todavia, crê-se que, provavelmente, seja originária da Ásia Ocidental e Central.

### Portugal
Trata-se de uma espécie presente no território português, nomeadamente em Portugal Continental. Mais concretamente, nas zonas do Nordeste Leonês, Terra Fria e Terra Quente Transmontanas.
Em termos de naturalidade é nativa da região atrás referidas.

### Ecologia
Trata-se de uma espécie ruderal, que tanto pode crescer em baldios incultos, como em courelas agricultadas.

## Descrição

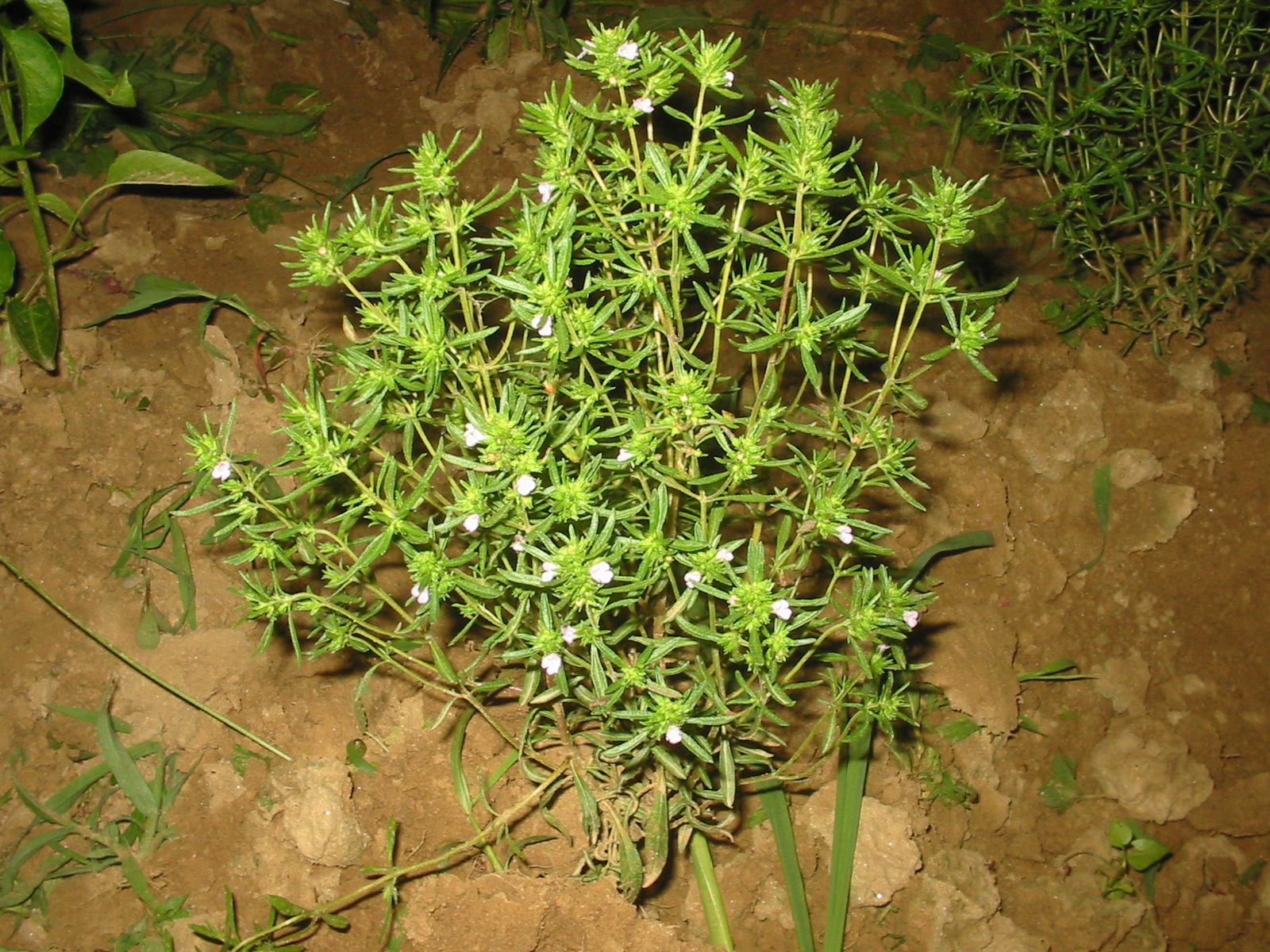
Satureja hortensis.

Trata-se de uma planta herbácea anual, cujo caule pode ascender aos 30 a 60 cm de altura. É uma espécie ramosa desde a base. O caule é pubescente-puberulenta, reveste-se de pêlos curtos retorcidos e esbranquiçados.
É aromática.
Do que toca às folhas, são grossamente pontuado-glandulosas em ambas as páginas, apresentando um formato linear-lanceolado. Quanto às inflorescências, é formada por verticilastros, paucifloros e corimbiformes, agrupando corimbos de 2 a 6 flores cada, e assentado em pedúnculos de cerca de 1,5 milímetros. As brácteas são semelhantes às folhas, se bem que mais pubescentes.
Do que respeita às flores, pautam-se pelo seu cálice campanulado, o qual conta com 10 nervuras na base e até cinco dentes estreitos e triangulares.
A corola é de cor branca ou lilás. A floração é normalmente estival, ocorrendo de Julho a Setembro. 

## Usos culinários
Dada a sua natureza aromática e sabor picante, é apreciada no âmbito da gastronomia, onde se utiliza como condimento. É preferida em relação à segurelha-das-montanhas ,devido ao seu aroma, por sinal mais delicado. É muito importante na cozinha búlgara, onde, misturada com sal e páprica se chama sharena sol (sal colorido).

## Usos medicinais
A esta planta são reconhecidas propriedades carminativas, antisépticas, adstringentes, contendo um  elevado teor de carvacrol. É empregada para suprir a falta de suco gástrico, contra  parasitas intestinais, gota, reumatismo, doenças dos brônquios e outras. É também um bom desinfetante bucal. Externamente é usada em banhos, contra afecções cutâneas.

## Sinonímia
- Satureja laxiflora K.Koch
- Satureja pachyphylla K.Koch